# Opzet van de Davis Cup
Dit arikel beschrijft de opzet van het toernooi om de Davis Cup, het meest prestigieuze tennistoernooi voor landen dat sinds 1900 elk jaar wordt gehouden.

## Huidige opzet (vanaf 2019)
De Davis Cup kent 5 niveaus. Op het hoogste niveau spelen landen om de Davis Cup. Op de lagere niveaus spelen landen om naar een hoger niveau te promoveren en te voorkomen dat ze naar een lager niveau degraderen. 
Het hoogste niveau zijn de Davis Cup Finals. Daaronder is de Wereldgroep I en daaronder de Wereldgroep II. Dan volgen regionale groepen; de Regionale groepen III en IV.
De Davis Cup Finals bestaat uit een toernooi van 18 landen en wordt in één week in één stad gespeeld. De Wereldgroepen bestaan elk uit 24 landen die een thuis of uitwedstrijd spelen tegen een ander land uit de groep. De winnaars spelen het jaar erop een promotiewedstrijd, de verliezers een degradatiewedstrijd. De Regionale groepen bestaan uit een toernooi in één week in één stad. 
Elke wedstrijd bestaat uit drie of vijf tennispartijen (ook wel rubbers genoemd). Het land dat de meeste rubbers wint, wint de wedstrijd. In de Finals en de regionale groepen gaat een wedstrijd over drie rubbers; twee enkelspelen en een dubbel en alle wedstrijden op dezelfde dag. Wedstrijden in de Wereldgroepen, inclusief de promotie- en degradatiewedstrijden bestaan uit vijf rubbers verdeeld over twee dagen. Twee enkelspelen op de eerste dag, en op dag twee eerst een dubbelspel en dan twee enkelspelen. Bij wedstrijden over vijf rubbers is het mogelijk dat zodra de winnaar vast staat de resterende enkelspelen niet meer worden gespeeld. 
De promotie- en degradatiewedstrijden worden in het voorjaar gespeeld, de groepswedstrijden en de Finals in het najaar. 
Voor de Davis Cup Finals zijn zes landen rechtstreeks geplaatst; de vier halvefinalisten van de voorgaande editie en twee landen die een wildcard krijgen. Een wildcard wordt toegekend door het locale toernooibestuur, geadviseerd door de ITF, de Davis Cup organisatie en het plaatselijke organisatiecomite. Een wildcard moet worden toegekend aan een land dat de kwalificatiewedstrijden zou moeten spelen mits dit land in de top 50 van de landenranglijst staat én een speler heeft bij de eerste 10 van de ATP-wereldranglijst voor het enkelspel. De overige twaalf deelnemers aan de finals zijn de winnaars van de twaalf kwalificatieduels, die ook wel de Qualifiers worden genoemd. De verliezers spelen in het najaar in Wereldgroep I.
In de Davis Cup Finals worden de 18 landen in zes groepen van drie gedeeld, op basis van de positie op de landenranglijst. Landen spelen in een groep tegen de twee andere landen van de groep. De zes groepswinnaars en de beste nummers 2 spelen de kwartfinale. De winnaars daarvan de halve finales en de winnaars daarvan de finale.
De opzet is als volgt.
| Niveau | Groep(en)                                     | Groep(en)                                      | Groep(en)                                  | Groep(en)                                               |
| ------ | --------------------------------------------- | ---------------------------------------------- | ------------------------------------------ | ------------------------------------------------------- |
| 1      | Davis Cup Finals (18 landen)                  | Davis Cup Finals (18 landen)                   | Davis Cup Finals (18 landen)               | Davis Cup Finals (18 landen)                            |
| 2      | Wereldgroep I (24 landen)                     | Wereldgroep I (24 landen)                      | Wereldgroep I (24 landen)                  | Wereldgroep I (24 landen)                               |
| 3      | Wereldgroep II (24 landen)                    | Wereldgroep II (24 landen)                     | Wereldgroep II (24 landen)                 | Wereldgroep II (24 landen)                              |
| 4      | Groep III Afrikaanse zone (12 landen in 2020) | Groep III Amerikaanse zone (12 landen in 2020) | Groep III Europese zone (5 landen in 2020) | Groep III Aziatisch/Oceanische zone (10 landen in 2020) |
| 5      | Groep IV Afrikaanse zone (12 landen in 2020)  | geen landen                                    | Groep IV Europese zone (12 landen in 2020) | Groep IV Aziatisch/Oceanische zone (16 landen in 2020)  |

### Geschiedenis van de toernooiopzet
Tot 1972Uitdagen van de regerend kampioen
Tot 1972 hadden elk jaar alle landen de mogelijkheid om de Davis Cup te winnen. De landen die zich inschreven speelden een toernooi en de winnaar van dat toernooi had het recht om de regerend kampioen uit te dagen.
In de allereerste jaren was er geen regionale verdeling en was er dus feitelijk sprake van één Wereldgroep. Vanaf 1923 werd er in regionale zones gespeeld en speelden de regionale zonewinnaars in een "Interzonale Groep" tegen elkaar. De winnaar van deze groep mocht dan de regerend kampioen uitdagen.
- Vanaf 1923 was er een Amerikaanse en een Europese zone.
- Vanaf 1955 kwam er een derde regionale groep bij; de Oosterse zone. De Interzonale groep bestond daardoor uit drie zonewinnaars die dan een halve finale en een finale speelden. Een van de drie was direct geplaatst voor de finale.
- In 1966 werd de Europese zone in tweeën gesplitst. De vier zonewinnaars speelden dan een halve finale en een finale.

Vanaf 1972De regerend kampioen is niet meer geplaatst voor de finale en moet het net als alle andere landen zich proberen te plaatsen voor de finale.
Tot 1981De winnaar van de Interzonale Groep was de winnaar van de Davis Cup.
Vanaf 1981Er werd een Wereldgroep geïntroduceerd van zestien landen met daaronder meerdere niveaus inclusief promotie- en degradatieregelingen hiertussen. Hierdoor was het dus niet meer zo dat elk land elk jaar kans had om de Davis Cup te winnen, maar moest eerst een plaats in de Wereldgroep worden veroverd. Een uitzondering was 1934 toen er in de Europese zone twee niveaus waren.
- In de eerste jaren werd een zonewinnaar direct gepromoveerd naar de wereldgroep en speelden de verliezers van de eerste ronde tegen elkaar om degradatie te voorkomen.
- Later moesten zonewinnaars eerst een promotiewedstrijd spelen om toegang te krijgen tot de Wereldgroep. Dit deden ze samen met de verliezers uit de eerste ronde van de Wereldgroep die dan degradatie naar een regionale groep moesten zien de voorkomen.
- Regionale zones bestaat uit drie of vier groepen (groep 1 is de sterkste). Vanuit elke groep kan gedegradeerd worden naar een lagere groep en gepromoveerd naar een hogere groep. Teams uit groep 1 kunnen promoveren naar de Wereldgroep.
- Wedstrijden in de Wereldgroepen en regionale groepen 1 en 2 bestonden uit 5 rubbers verdeeld over drie dagen. Op dag 1 twee enkelspelen, op dag 2 het dubbelspel en op dag drie de omgekeerde enkelspelen. In de regionale groepen 3 en 4 werd een toernooi afgewerkt in een van de landen gedurende een week. Een wedstrijd bestond uit drie rubbers op één dag.

In 2018 was dit de indeling:
| Niveau | Groep(en)                | Groep(en)                        | Groep(en)                         |
| ------ | ------------------------ | -------------------------------- | --------------------------------- |
| 1      | Wereldgroep              | Wereldgroep                      | Wereldgroep                       |
| 2      | Groep 1 Amerikaanse zone | Groep 1 Europees/Afrikaanse zone | Groep 1 Aziatisch/Oceanische zone |
| 3      | Groep 2 Amerikaanse zone | Groep 2 Europees/Afrikaanse zone | Groep 2 Aziatisch/Oceanische zone |
| 4      | Groep 3 Amerikaanse zone | Groep 3 Europees/Afrikaanse zone | Groep 3 Aziatisch/Oceanische zone |
| 5      |                          |                                  | Groep 4 Aziatisch/Oceanische zone |

## Hervormingen sinds 2017
Door de drukke tenniskalender en de afzeggingen van de topspelers is de ITF al jaren bezig met het hervormen van de landencompetitie. In 2017 kwam de ITF met het voorstel om van maximaal vijf sets naar een best-of-three-systeem te gaan. De directie had al ingestemd met het plan. Het plan vond echter geen doorgang  aangezien het plan niet voldoende stemmen kreeg bij de algemene ledenvergadering in Vietnam. Van de aanwezigen koos 63,54 procent voor kortere duels. Volgens de statuten van de ITF is een meerderheid van twee derde (66,67 procent) nodig om de regels te veranderen. 
De wedstrijden in de regionale groepen 1 en 2 zijn per 2018 wel ingekort van het best-of-five systeem naar het best-of-three systeem. Deze wedstrijden worden sindsdien gespeeld over twee in plaats van drie dagen. Op de eerste dag worden twee enkelspelen en een dubbelspel gespeeld en op de tweede dag worden twee enkelspelpartijen afgewerkt.
In 2018 kwam de ITF met een ingrijpend hervormingsvoorstel voor de Daviscup. Vanaf 2019 zou er een Wereldbeker tennis moeten komen, dat plaats zal vinden aan het einde van elk seizoen in november. Het zal een toernooi moeten worden met 18 landen over 7 dagen op 1 locatie. De investeringsgroep 'Kosmos' rond Barcelona-verdediger Gerard Piqué legt daarvoor 3 miljard dollar op tafel voor 25 jaar. In augustus 2018 wordt er tijdens de algemene ledenvergadering gestemd over het voorstel.
Algemeen · Opzet · Finales · Winnaars 
 België ·  Nederland ·  Aruba ·  Nederlandse Antillen 

1900 · 1901 · 1902 · 1903 · 1904 · 1905 · 1906 · 1907 · 1908 · 1909 · 1910 · 1911 · 1912 · 1913 · 1914 · 1915 · 1916 · 1917 · 1918 · 1919 · 1920 · 1921 · 1922 · 1923 · 1924 · 1925 · 1926 · 1927 · 1928 · 1929 · 1930 · 1931 · 1932 · 1933 · 1934 · 1935 · 1936 · 1937 · 1938 · 1939 · 1940 · 1941 · 1942 · 1943 · 1944 · 1945 · 1946 · 1947 · 1948 · 1949 · 1950 · 1951 · 1952 · 1953 · 1954 · 1955 · 1956 · 1957 · 1958 · 1959 · 1960 · 1961 · 1962 · 1963 · 1964 · 1965 · 1966 · 1967 · 1968 · 1969 · 1970 · 1971 · 1972 · 1973 · 1974 · 1975 · 1976 · 1977 · 1978 · 1979 · 1980 · 1981 · 1982 · 1983 · 1984 · 1985 · 1986 · 1987 · 1988 · 1989 · 1990 · 1991 · 1992 · 1993 · 1994 · 1995 · 1996 · 1997 · 1998 · 1999 · 2000 · 2001 · 2002 · 2003 · 2004 · 2005 · 2006 · 2007 · 2008 · 2009 · 2010 · 2011 · 2012 · 2013 · 2014 · 2015 · 2016 · 2017 · 2018 · 2019 · 2020-2021 · 2022 · 2023 · 2024 · 2025